# Accord de Washington (2001)
Pour les articles homonymes, voir Accords de Washington.
L'accord de Washington relatif à l'indemnisation des spoliations de familles juives intervenues lors de la Seconde Guerre mondiale est établi entre le gouvernement français et le gouvernement fédéral des États-Unis et signé à Washington le 18 janvier 2001. 
Cet accord fut entériné par le Décret no  2001-243 du 21 mars 2001, publié au JORF du 23 mars, qui porte le texte de l'accord.
Son objet est de protéger les banques françaises et l’État français de toutes poursuites qui seraient intentées aux USA par des organisations juives américaines. Il établit que toute poursuite ne pourrait être traitée qu'en France par le canal des organisations mises en place à cet effet. En contrepartie le gouvernement français s'engage à prendre des dispositions garantissant la bonne exécution de promesses faites par la France d'indemniser les juifs des spoliations subies pendant la dernière guerre mondiale.

## Le contexte historique
Des organisations juives américaines engagèrent[Quand ?] des procédures juridiques (Class actions) contre les banques suisses qui conservaient les avoirs de familles juives anéanties lors de la Deuxième Guerre mondiale et contre les industriels allemands accusés d'avoir bénéficié du travail forcé de juifs déportés. Dans un ouvrage controversé, Norman G. Finkelstein stigmatise ces réclamations qu'il qualifie « d'Industrie de l'Holocauste  ». 
Ces poursuites devant les tribunaux américains par des "class actions" auraient pu aboutir à des jugements imprévisibles. En France, le Président Jacques Chirac avait prononcé, le 16 juillet 1995, lors d'une cérémonie commémorant la rafle du Vel' d'Hiv, un discours où il reconnaissait la complicité de l'État français dans l'extermination des juifs par les nazis. Son Premier ministre Alain Juppé crée alors  une Mission d'étude sur la spoliation des Juifs de France présidée par Jean Mattéoli, Président du Conseil Économique et Social.
Les États européens proposèrent des transactions avec les avocats américains, qui furent modérées par le sous-secrétaire d'État au Trésor de l’administration Clinton, Stuart E. Eisenstadt. Celui-ci s'impliqua fortement pour éviter les dérapages des avocats juifs américains, dérapages qui auraient pu avoir des conséquences désastreuses sur la politique américaine en Europe et provoquer des tensions fortes entre les opinions française et américaine.
Lors des négociations avec les avocats américains, l'industrie allemande et le gouvernement allemand partagèrent la charge d'une indemnité de 10 milliards de marks accordée aux associations juives américaines. Les banques suisses acceptèrent un audit portant sur toutes les banques privées, conduit sous le contrôle d'un "Committee of independant persons" présidé par Paul Volcker et exécuté par près de 600 experts anglo-saxons qui travaillèrent trois ans. Le coût de cet audit (600 millions de francs suisses) fut trois fois plus élevé que toutes les sommes qui furent jugées susceptibles d'être des comptes dormants de Juifs victimes de l'Holocauste. L'Union des Banques Suisses (UBS) accepta de verser 1,2 milliard de francs suisses. Les négociations avec les associations juives américaines furent conduites par le gouvernement Jospin et aboutirent à l'accord objet de cet article.

## Contenu de l'accord

### Préambule
Un long préambule reconnaît les initiatives de la France.
En février 1999 la Mission d'Étude a recommandé la mise en place d'une Commission pour l'indemnisation des victimes de spoliations intervenues du fait des législations antisémites en vigueur pendant l'Occupation. Cette commission a été créée par le décret du 10 septembre 1999.
Par décret du 26 décembre 2000, le Gouvernement français a approuvé les statuts de la Fondation pour la Mémoire de la Shoah, qui sera chargée, entre autres missions, de promouvoir la mémoire de la Shoah et d'assister les organisations chargées d'apporter un secours aux victimes de l'Holocauste et à leurs héritiers dans le besoin. Le décret précise qu'elle est dotée d'un capital de cent millions d'euros qui sera versé par les banques ayant opéré en France pendant la guerre.
L'établissement d'un fonds initial de 22,5 millions de dollars par les Banques, permettra d'effectuer des paiements à tout demandeur dont le dossier lui sera transmis par la Commission.
Le décret Jospin du 13 juillet 2000  attribue une indemnité de 180 000 F, ou une pension mensuelle de 3000 F (au choix du bénéficiaire), aux personnes juives orphelines par suite des persécutions nazies contre leurs parents qui ont été déportés du fait qu'ils étaient inscrits sur les listes de Juifs dressées par l'Administration française. Sont concernées les personnes qui avaient moins de 21 ans au moment du décès du parent

### Les articles
L'article 1 précise que la Commission, le Fonds et la Fondation peuvent satisfaire toutes demandes à l'encontre des banques françaises ; que la plus large publicité sera faite sur l’existence de ce mécanisme d'indemnisation de façon qu'aucun ayant droit ne l'ignore ; que la France s'engage à ce que les 100 millions d'euros soient effectivement versés à la Fondation et que les banques satisferont toutes les demandes approuvées par la commission.
L'article 2 précise les mesures prises aux USA pour que toute demande d'indemnisation présentée aux USA soit traitée en France.
L'article 3 précise que le contenu des trois annexes est partie au traité.
L'article 4 précise : Fait à Washington le 18 janvier 2001.